# Skilanglauf-Far-East-Cup 2009/10
Der Skilanglauf-Far-East-Cup  2009/10 war eine von der FIS organisierte Wettkampfserie, die am 26. Dezember 2009 in Otoineppu begann und am 21. Januar 2010  in Pyeongchang endete.  Die Gesamtwertung bei den Männern gewann der Japaner Nobu Naruse und bei den Frauen  die Südkoreanerin Lee Chae-won.

## Männer

### Resultate
| Datum             | Austragungsort  | Disziplin        | Sieger          | Zweiter         | Dritter           |
| ----------------- | --------------- | ---------------- | --------------- | --------------- | ----------------- |
| 26. Dezember 2009 | Otoineppu       | 7,5 km klassisch | Keishin Yoshida | Nobu Naruse     | Masaaki Kōzu      |
| 27. Dezember 2009 | Otoineppu       | 7,5 km Freistil  | Keishin Yoshida | Nobu Naruse     | Masaya Kimura     |
| 6. Januar 2010    | Sapporo         | 10 km klassisch  | Nobu Naruse     | Yūichi Onda     | Kōhei Shimizu     |
| 7. Januar 2010    | Sapporo         | 10 km Freistil   | Nobu Naruse     | Takahisa Nogami | Shunsuke Komamura |
| 20. Januar 2010   | Alpensia Resort | 10 km klassisch  | Park Byung-joo  | Kim Hak-Jin     | Park Seong-beom   |
| 21. Januar 2010   | Alpensia Resort | 15 km Freistil   | Park Byung-joo  | Kim Hak-Jin     | Lee Jun-gil       |

### Gesamtwertung Männer
| Rang | Name              | Punkte |
| ---- | ----------------- | ------ |
| 1    | Nobu Naruse       | 360    |
| 2    | Keishin Yoshida   | 244    |
| 3    | Park Byung-joo    | 200    |
| 4    | Masaaki Kōzu      | 180    |
| 5    | Kim Hak-Jin       | 160    |
| 6    | Takahisa Nogami   | 158    |
| 7    | Masaya Kimura     | 156    |
| 8    | Kōhei Shimizu     | 149    |
| 9    | Masakazu Aoki     | 125    |
| 10   | Yūichi Onda       | 116    |
| 11   | Shōhei Honda      | 114    |
| 12.  | Shunsuke Komamura | 107    |
| 13.  | Lee Jun-gil       | 105    |
| 14.  | Atsushi Shimizume | 104    |
| 15.  | Tae-bok Ha        | 86     |

| Rang | Name              | Punkte |
| ---- | ----------------- | ------ |
| 15.  | Shin Jae-Baeg     | 86     |
| 17.  | Tomuya Tanaka     | 79     |
| 18.  | Akira Lenting     | 78     |
| 19.  | Choi Tea-soon     | 72     |
| 19.  | Hiroyuki Miyazawa | 72     |
| 21.  | Hwang Jun-ho      | 71     |
| 21.  | Wataru Omori      | 71     |
| 21.  | Katsuhiro Oyama   | 71     |
| 24.  | Tadashi Yamamuro  | 69     |
| 25.  | Osamu Yamagishi   | 61     |
| 26.  | Jung Eui-myung    | 60     |
| 27.  | Takanori Ebina    | 53     |
| 28.  | Kim Min-uk        | 51     |
| 28.  | Lee Geon-yong     | 51     |
| 30.  | Kim Jeong-min     | 50     |

## Frauen

### Resultate
| Datum             | Austragungsort  | Disziplin      | Sieger        | Zweiter             | Dritter         |
| ----------------- | --------------- | -------------- | ------------- | ------------------- | --------------- |
| 26. Dezember 2009 | Otoineppu       | 5 km klassisch | Nobuko Fukuda | Risa Abe            | Sumiko Ishigaki |
| 27. Dezember 2009 | Otoineppu       | 5 km Freistil  | Nobuko Fukuda | Michiko Kashiwabara | Yuki Kobayashi  |
| 6. Januar 2010    | Sapporo         | 5 km klassisch | Naoko Omori   | Yuki Kobayashi      | Chisa Ōbayashi  |
| 7. Januar 2010    | Sapporo         | 5 km Freistil  | Risa Abe      | Chisa Ōbayashi      | Sumiko Ishigaki |
| 20. Januar 2010   | Alpensia Resort | 5 km klassisch | Lee Chae-won  | Choe Shin-ae        | You Ja-Young    |
| 21. Januar 2010   | Alpensia Resort | 10 km Freistil | Lee Chae-won  | Ju Hye-ri           | Choi Mun-Hee    |

### Gesamtwertung Frauen
| Rang | Name                | Punkte |
| ---- | ------------------- | ------ |
| 1    | Lee Chae-won        | 257    |
| 2    | Risa Abe            | 256    |
| 3    | Chisa Ōbayashi      | 216    |
| 4    | Sumiko Ishigaki     | 215    |
| 5    | Nobuko Fukuda       | 200    |
| 6    | Naoko Omori         | 178    |
| 7    | Yuki Kobayashi      | 172    |
| 8    | Sayuri Yaguchi      | 151    |
| 9    | Miki Kobayashi      | 144    |
| 10   | Michiko Kashiwabara | 130    |
| 11   | Choe Shin-ae        | 120    |
| 11.  | Ju Hye-ri           | 120    |
| 13.  | Choi Mun-Hee        | 110    |
| 14.  | Chihiro Kasahara    | 106    |
| 15.  | You Ja-Young        | 96     |
| 16.  | Shino Hatanaka      | 91     |

| Rang | Name           | Punkte |
| ---- | -------------- | ------ |
| 16.  | Nam Seul-gi    | 91     |
| 18.  | Yuki Sekiya    | 85     |
| 19.  | Sari Furuya    | 82     |
| 19.  | Lee Eun-kyung  | 82     |
| 21.  | Sin Ju-hee     | 68     |
| 22.  | Shin Ha-Neul   | 58     |
| 23.  | Momoka Matsuda | 50     |
| 24.  | Yuka Kobayashi | 48     |
| 25.  | Aki Kojima     | 46     |
| 25.  | Lee Ha-na      | 46     |
| 27.  | Han Jee-uen    | 44     |
| 27.  | Kim Jeong-eun  | 44     |
| 27.  | Miri Takaseki  | 44     |
| 30.  | Cha I-re       | 40     |
| 30.  | Jung Eun-Hye   | 40     |
| 32.  | Kim Young-Hee  | 38     |

| Rang | Name               | Punkte |
| ---- | ------------------ | ------ |
| 33.  | Chika Suto         | 34     |
| 34.  | Shin Hyoun-Young   | 30     |
| 34.  | Yurie Tanaka       | 30     |
| 36.  | Machiko Yanagidate | 28     |
| 37.  | Satsuki Yamanaka   | 24     |
| 38.  | Natsuki Daimaru    | 19     |
| 39.  | Yuko Sotodate      | 17     |
| 40.  | Yukiko Yamaguchi   | 15     |
| 41.  | Ikumi Yokogawa     | 14     |
| 42.  | Miki Maruyama      | 12     |
| 43.  | Sayaka Kurosawa    | 11     |
| 44.  | Yuri Saito         | 9      |
| 45.  | Manami Murata      | 6      |
| 46.  | Kanae Shigeta      | 4      |
| 46.  | Miki Watanabe      | 4      |
| 48.  | Marina Kondo       | 3      |